# Florero de cristal (Juan de Arellano)
Florero de cristal es una obra de Juan de Arellano, que forma parte de las colecciones del Museo del Prado.

## Introducción
La pintura de flores es un subgénero dentro de la pintura de bodegón, que tuvo un gran desarrollo en España a mediados del siglo XVII. Después de una floja carrera como pintor de figuras, Juan de Arellano devino el principal pintor de flores de su época, por la abundancia y calidad de sus obras. Su estilo se aleja de los modelos establecidos por Juan van der Hamen, acercándose al detallismo flamenco de Daniel Seghers y al dinamismo italiano de Mario Nuzzi. En muchas de sus obras, Arellano muestra flores —de gran variedad y vistosidad— en cestas o en recipientes de vidrio, sobre una repisa y ante un fondo oscuro.Arellano entendió el potencial de la pintura de flores en Madrid, Su talante mercantilista le llevó a repetir en su taller sus composiciones más populares, y a vender sus obras —quizás también las de otros artistas— en una tienda de la calle Mayor de Madrid,

## Análisis de la obra

### Datos técnicos y registrales
- Madrid, Museo del Prado, n º. de inventario: P007921;[4]
- Pintura al óleo sobre lienzo;
- Dimensiones: 83 x 62 cm,
- Datación: 1668;
- Firmado y fechado en el ángulo inferior derecho: Juan de Arellano /1668.

### Descripción de la obra
La composición muestra —sobre una roca, plana en su parte superior— un hermoso jarrón de cristal transparente, descansando sobre un plato, y conteniendo un ramo de flores. El recipiente y el agua contenida están ejecutados con gran maestría, dando una sensación de autenticidad. Las flores son las que habitualmente pintaba Arellano: iris, claveles, narcisos, tulipanes, rosas, anémonas y campánulas. Todas son claramente reconocibles, ya que están en primer plano o bien subordinadas por sus dimensiones a otras mayores. A pesar de ello, se integran formando un conjunto de gran vivacidad y dinamismo, de forma que las flores parecen recién cortadas. Sus colores y formas están sabiamente armonizados, llenando prácticamente todo el lienzo, en un conjunto de refinada elegancia, que no causa la sensación de abigarramiento.
Como en las mejores obras de Arellano bien conservadas, este lienzo muestra una gran frescura de toque, sin que ello suponga una pérdida de definición de los contornos ni del escorzo en los pétalos de las flores. Cabe destacar el dominio de la luz y del cromatismo de los que hace gala el pintor. La vivacidad del conjunto reside en la frescura del toque, en la riqueza de las texturas de las superficies y en los acertados claroscuros, mientras que las veladuras evocan la delicadeza y transparencia de los pétalos de las flores,

## Procedencia
- Venta Christie's, Londres, 1974;
- Colección particular, Alicante;
- Colección Rosendo Naseiro, Madrid;
- Adquirido para el Museo del Prado en aceptación de pago de deuda tributaria, dación del Banco Bilbao Vizcaya Argentaria, 2006.[7]